# Sauxillanges
Sauxillanges é uma comuna francesa na região administrativa de Auvérnia-Ródano-Alpes, no departamento Puy-de-Dôme. Estende-se por uma área de 24,64 km². Em 2010 a comuna tinha 1 289 habitantes (densidade: 52,3 hab./km²).

## Cidades-irmãs
- Fosdinovo, Itália (2003)